# Templo Louguantai
El Templo Louguantai (en chino: 楼观台寺), se encuentra en la Villa Tayu (塔峪村), del condado de Zhouzhi, provincia de Shaanxi, China. Está aproximadamente a 70 km del oeste de Xian y es el sitio donde la tradición dice que Lao Tze compuso el Tao Te Ching. La Pagoda Daqin está ubicada a menos de una milla del oeste de Louguantai.

## Historia
El Louguantai comenzó a construirse durante la dinastía Zhou occidental, jugando un papel importante en el canal real en la dinastía Wei del norte, la dinastía Zhou del norte, la dinastía Sui y la dinastía Tang. Su apogeo fue en las dinastías Sui y Tang, declinando en las dinastías Song y Jin. Ha sido reconstruido en varias ocasiones desde la dinastía Song.

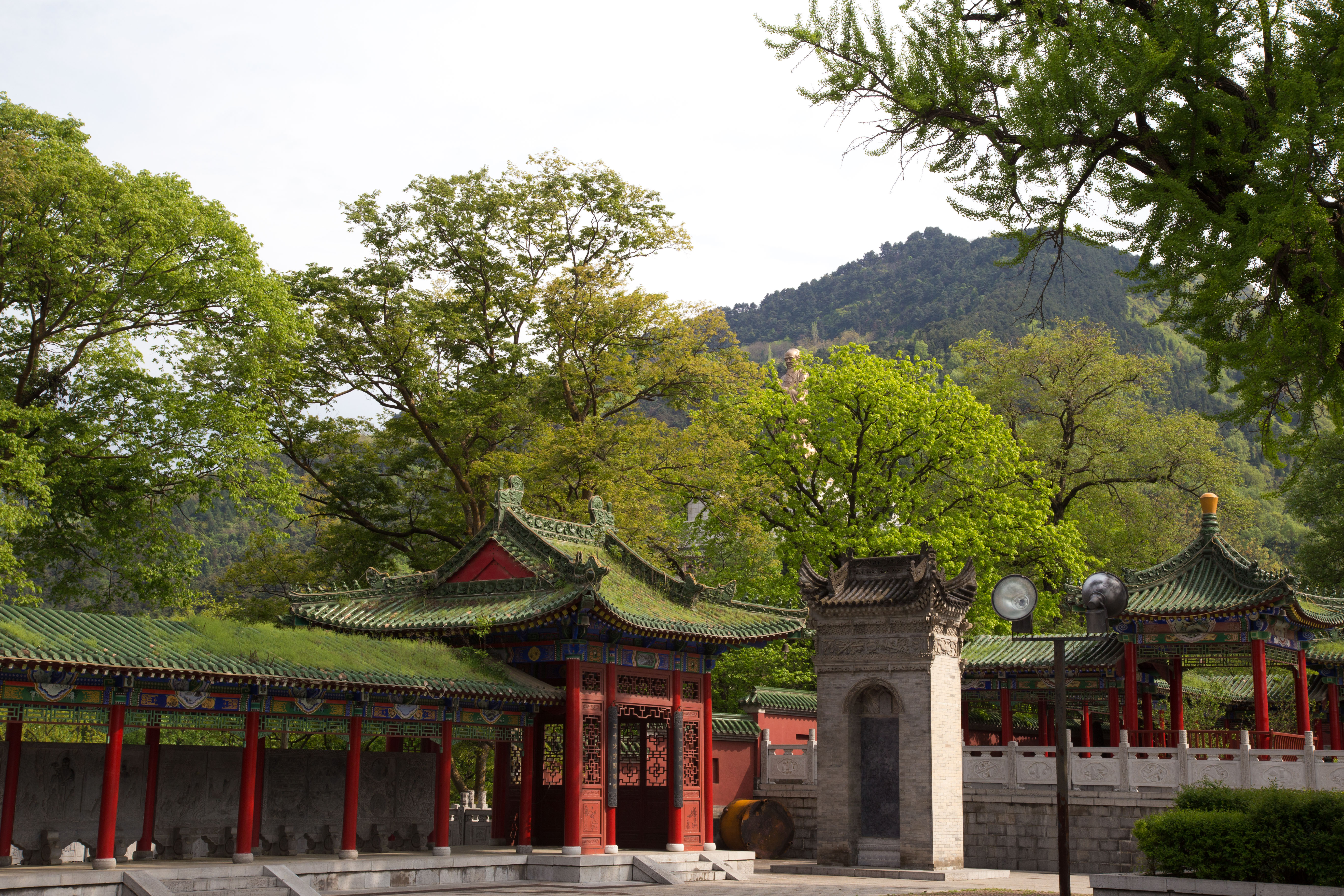
Templo Louguantai
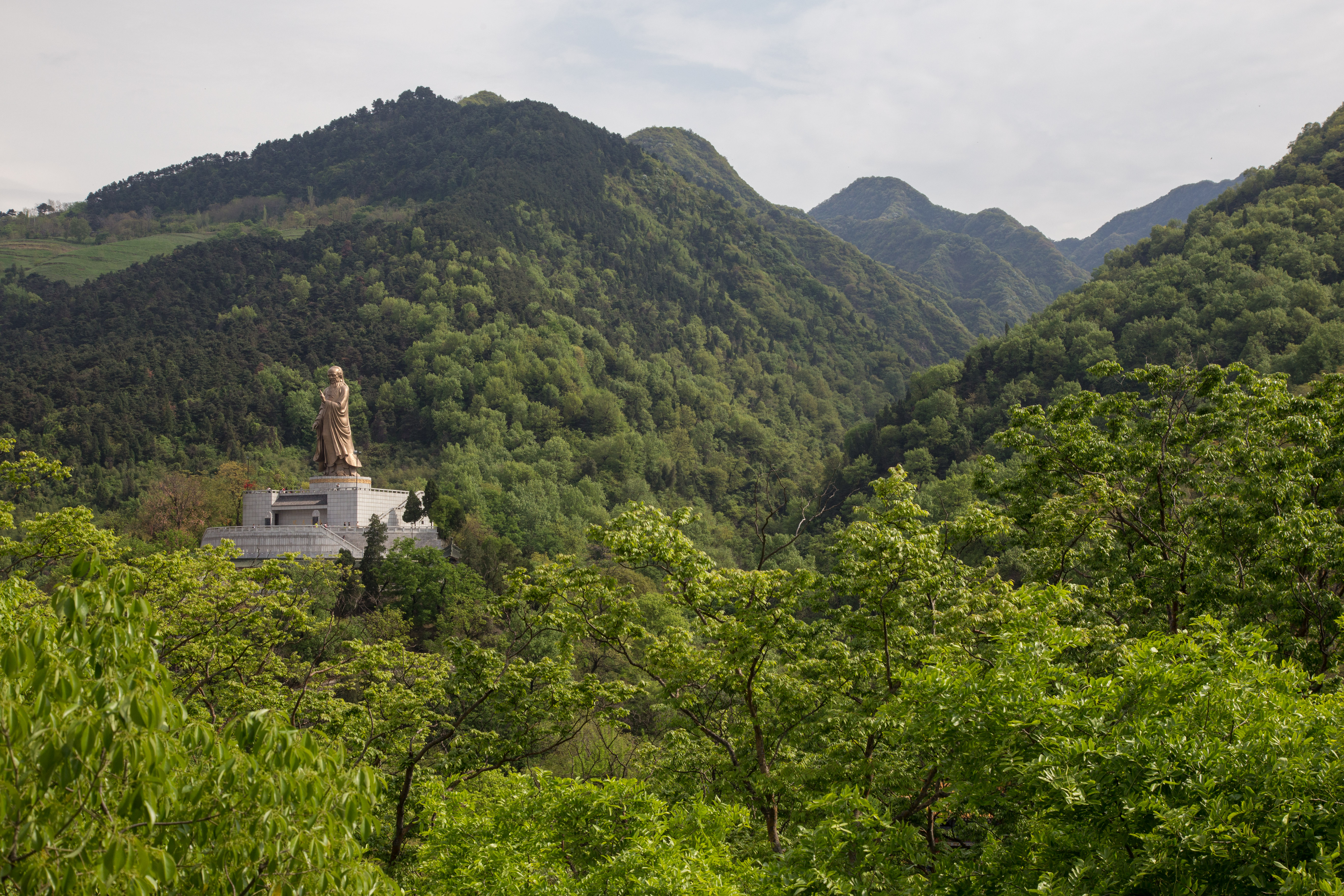
Estatua de Lao Tze
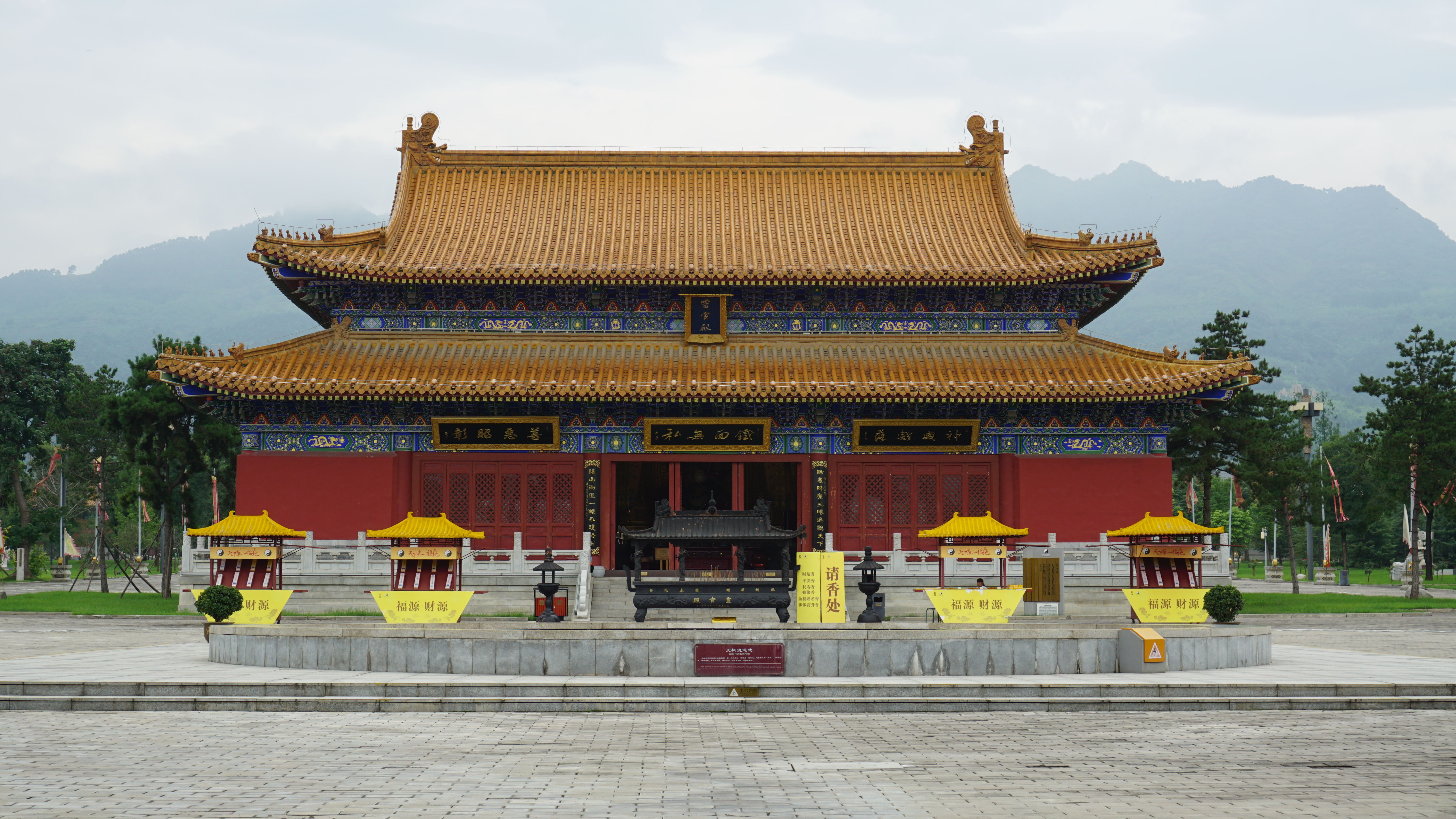
Vista Louguantai